# 皇貴妃

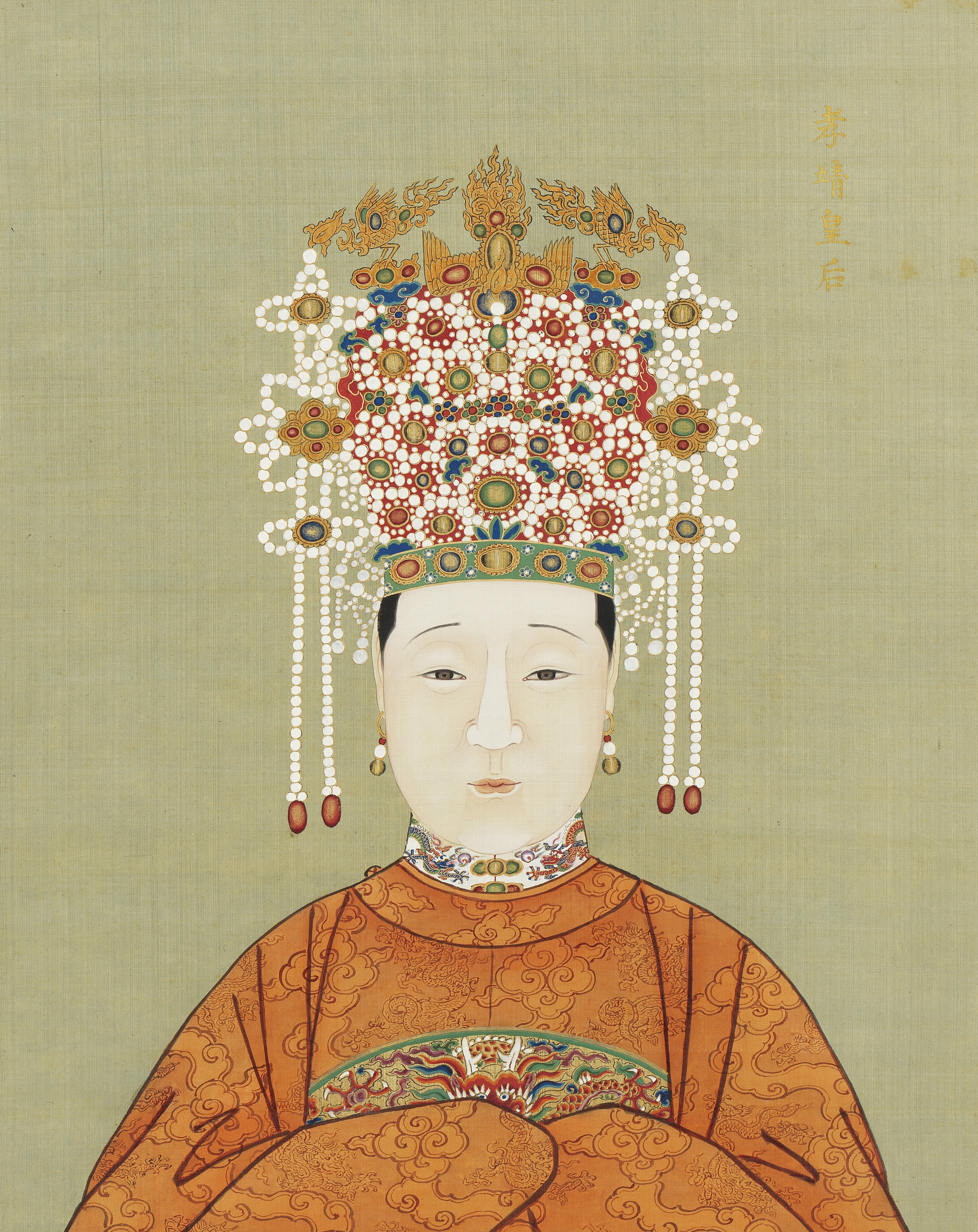
明神宗溫肅端靖純懿皇貴妃王氏，後尊為皇太后

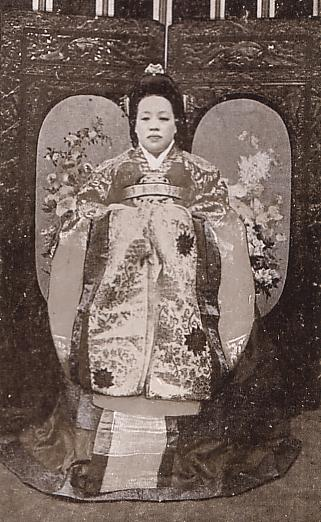
朝鮮高宗純獻皇貴妃嚴氏

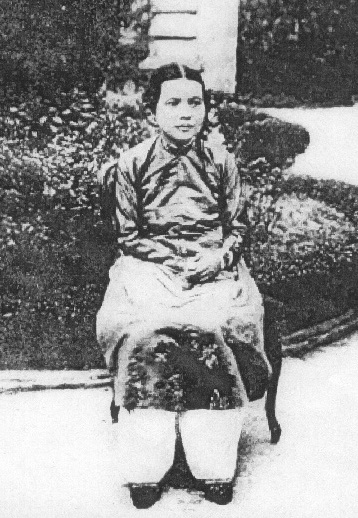
阮朝啟定帝皇貴妃張如氏靜，也是東亞最後一位被冊封皇貴妃者

皇贵妃，是一種東亞古代君主的嬪妃稱号，數量比皇后更稀少。皇貴妃這個稱號只存在於中国的明朝和清朝、越南的阮朝、以及朝鮮半島的大韓帝國，為東亞獨有，在世界的其它地方並無與皇貴妃完美對應的稱號。

## 沿革

### 中國

#### 明朝
明代宗在景泰七年（1456年）八月，册封宠妃唐氏为皇贵妃，是歷史上首次出現皇貴妃之號；但明英宗复辟後，明代宗被廢為郕王，其后妃也被降格，唐氏的皇贵妃身份也被革去。明宪宗於成化二年（1466年）冊封宠妃萬氏為皇貴妃，使萬貞兒成為明代首位得到认可的皇贵妃。之后，皇贵妃是仅次于皇后的位号，為明朝后宫中地位最尊贵的妃嬪；但有明一代，皇貴妃的人數無限額，如明世宗曾同時冊封王氏、沈氏二位貴妃晉位皇貴妃；明神宗也曾在鄭皇貴妃仍在世的時候，冊封王恭妃為皇貴妃。

#### 清朝
清朝初始沒有皇貴妃的建置，至順治十三年（1656年）九月，順治帝為彰顯董鄂妃之盛寵，因而在原有的貴妃位號上增設皇貴妃之位，並越級晉封董鄂妃為皇貴妃，此後漸成定制。清代皇貴妃定員一人，乃後宮地位僅次於皇后的妃嬪之首。乾隆帝在册立娴贵妃为皇后前，冊以皇贵妃之位并授予嫻貴妃摄理六宫之權做为过渡。往後嘉庆帝的贵妃鈕祜祿氏、道光帝的全贵妃等，皆在正式立后前皆被封為皇貴妃。但咸丰帝的贞贵妃则是越过皇贵妃之位，直接册立为皇后。
由於清朝將階級僅次於皇后的皇貴妃定員一人，在後宮的權勢和尊貴幾乎可與皇后媲美，因此自康熙帝以後的歷代清帝，皆不輕易冊封嬪妃為皇貴妃。有清一代，皇貴妃一號除用以尊封先朝嬪御外，多用於嬪妃逝世後的追贈諡號與位份，或是作為嬪妃扶正為皇后前的過渡，只有極少數嬪妃出於其他原因（如病逝前夕冊封、皇帝無心再立新后而以皇貴妃攝理後宮等）而被冊封為皇貴妃，如雍正帝曾為彰顯對於大將軍年羹堯之妹年氏的厚寵，在她病危時下詔將她冊封為皇貴妃。

### 越南
越南阮朝時期啟定帝之正室張如氏靜，是東亞最後一位被冊封為皇貴妃的君主配偶。

### 大韓帝國
朝鮮王朝在1897年，正式宣布不再作為中國的藩屬國並脫離清朝，建國號為大韓帝國。原朝鮮王朝第26代君王高宗，因此成為大韓帝國開國君主。由於從王國升格為帝國，原朝鮮王朝的王室成員相關名號也上升一級，如國王升格為皇帝、王妃升格為皇后等，因此大韓帝國後宮也有了皇貴妃之號。大韓帝國的存在時間不長，自1897年建國至1910年被大日本帝國併吞為止的13年間，只經歷了高宗及其子純宗這兩代皇帝；其中，高宗在嫡妻明成皇后死後，於光武七年（1903年）冊封淳妃嚴氏為純獻皇貴妃；而純宗有史可查的后妃只有純明孝皇后閔氏、純貞孝皇后尹氏這二位皇后，因此純獻皇貴妃為韓國歷史上唯一一位皇貴妃。

## 皇貴妃一覽

### 中國
- 明朝：
  1. 明代宗：唐皇贵妃#
  2. 明憲宗：恭肅端慎榮靖皇貴妃萬氏
  3. 明世宗：莊順安榮貞靜皇貴妃沈氏、榮安惠順端僖皇貴妃閻氏+、端和恭順溫僖皇貴妃王氏
  4. 明穆宗：李皇貴妃@
  5. 明神宗：溫肅端靖純懿皇貴妃王氏*、恭恪惠榮和靖皇貴妃鄭氏*、恭順榮莊端靜皇貴妃李氏+*
  6. 明光宗：李康妃#
  7. 明熹宗：皇貴妃、皇貴妃王氏、皇貴妃任氏
  8. 崇祯帝：恭淑端惠靜懷皇貴妃田氏
- 清朝：
  1. 清世祖：皇貴妃董鄂氏@
  2. 清聖祖：皇貴妃佟佳氏@、愨惠皇貴妃佟佳氏、惇怡皇貴妃瓜爾佳氏+、敬敏皇貴妃章佳氏+
  3. 清世宗：敦肅皇貴妃年氏、純懿皇貴妃耿氏+
  4. 清高宗：嫻皇貴妃那拉氏@、令皇貴妃魏佳氏@、慧賢皇貴妃高佳氏、純惠皇貴妃蘇氏、哲憫皇貴妃富察氏+、淑嘉皇貴妃金佳氏+、慶恭皇貴妃陸氏+
  5. 清仁宗：皇貴妃鈕祜祿氏@、恭順皇貴妃鈕祜祿氏+、和裕皇貴妃劉佳氏+
  6. 清宣宗：全皇貴妃鈕祜祿氏@、静皇贵妃博爾濟吉特氏*、莊順皇貴妃烏雅氏+
  7. 清文宗：莊靜皇貴妃他他拉氏+、端恪皇貴妃佟佳氏+
  8. 清穆宗：淑慎皇貴妃富察氏、莊和皇貴妃阿魯特氏+、敬懿皇貴妃赫舍里氏+、榮惠皇貴妃西林覺羅氏+
  9. 清德宗：端康皇貴妃他他拉氏+、恪順皇貴妃他他拉氏+
- @者后来被丈夫进封或追赠为皇后。*者由后代尊封或追尊为皇后。+者死後被追封或由後代尊封/追尊為皇貴妃。#者被降级或者剥夺皇贵妃资格、或未及正式册封。

### 越南
- 阮朝
  1. 阮翼宗：皇貴妃武氏
  2. 阮景宗：皇貴妃阮氏
  3. 成泰帝：皇貴妃阮氏
  4. 阮弘宗：皇貴妃張氏

### 大韓帝國
- 1. 高宗：純獻皇貴妃嚴氏